# Hasan Dosti
Hasan Dosti (ur. 24 października 1895 we wsi Kardhiq k. Gjirokastry, zm. 29 stycznia 1991 w Los Angeles) – albański polityk i prawnik, minister sprawiedliwości w latach 1941-1942.

## Życiorys
Był synem właściciela ziemskiego Elmaza Dostiego. Uczył się początkowo w szkole greckiej w Filipiadhe, a następnie w szkole Zosimaia w Janinie i w Gjirokastrze. W czasie I wojny światowej jego rodzina szukała schronienia we wsiach w pobliżu Wlory. W 1914 rozpoczął pracę w administracji lokalnej w Dukati. Trzy lata później przeniósł się do prefektury we Wlorze. W latach 1919–1920 pracował w prefekturze w Gjirokastrze w dziale finansów. W 1920 objął stanowisko sekretarza generalnego w tej prefekturze, a w 1922 był zastępcą prefekta Wlory.
W latach 1922–1926 studiował prawo na paryskiej Sorbonie. W 1927 obronił pracę doktorską. W 1930 objął stanowisko sędziego w sądzie kasacyjnym. Wkrótce porzucił tę pracę i wykonywał zawód adwokata. W 1932 został aresztowany przez żandarmerię za prowadzenie działalności antypaństwowej w nielegalnej organizacji Lëvizja e Vlorës (Ruch Wlory). Skazany na 15 lat więzienia. Więzienie opuścił w 1935 i pracował jako adwokat, a rok później powrócił do zawodu sędziego w Sądzie Okręgowym w Korczy. 
W okresie okupacji włoskiej należał do założycieli organizacji Balli Kombëtar, w organizacj działali także jego synowie Luan i Viktor. W grudniu 1941 zdecydował się objąć stanowisko ministra sprawiedliwości w rządzie Mustafy Merliki, ale po kilku miesiącach podał się do dymisji. W 1944 przewodniczył obradom Sądu Najwyższego. Po przejęciu władzy przez komunistów, w listopadzie 1944 uciekł łodzią motorową z Albanii do Włoch, a następnie osiedlił się w Stanach Zjednoczonych. W 1949, po śmierci Midhata Frashëriego stanął na czele Narodowego Komitetu Wolnej Albanii - jednej z najliczniejszych organizacji antykomunistycznych diaspory albańskiej. Kierował tą organizacją do roku 1956. W 1951 jako przedstawiciel diaspory albańskiej występował w Radiu Wolna Europa. Był zwolennikiem wyzwolenia Albanii spod reżimu Envera Hodży, z pomocą Jugosławii. Krewni Dostiego, w tym siedmioro dzieci, które pozostały w Albanii zostali internowani początkowo w Tepelenie, a następnie we wsi Gradishtë, gdzie przebywali do września 1991. Jeden z synów Hasana, Luan opuścił wraz z nim Albanię i ukończył studia w Stanach Zjednoczonych. Drugi, Tomorr po upadku komunizmu działał w Demokratycznej Partii Albanii.
Opublikował wspomnienia Nje jete per çeshtjen shqiptare (Życie dla sprawy albańskiej), które ukazały się w Stanach Zjednoczonych, a w 2008 w Albanii.